# دیویس فورد (ویرجینیای غربی)
دیویس فورد (به انگلیسی: Davis Ford) یک منطقهٔ مسکونی در ایالات متحده آمریکا است که در شهرستان همپشر، ویرجینیای غربی واقع شده‌است.